# Jean Lacouture
Jean Lacouture (Burdeos, 9 de junio de 1921 – Roussillon, 16 de julio de 2015) fue un periodista e historiador francés. Es particularmente conocido por sus biografías.

## Biografía
Jean Lacouture se licenció en derecho y fue diplomado por l'Ecole des Sciences Politiques. Antes de empezar en el periodismo escrito fue agregado de prensa al Estado Mayor del general Leclerc en Indochina (1945) y en la sede del protectorado de Marruecos (1947-49). Dirigió su carrera en el periodismo escrito en 1950 en el diario Combat como redactor diplomático. Se unió a Le Monde en 1951. En 1953, trabajó en El Cairo para France Soir, antes de volver a Le Monde como director para los servicios en el extranjero, y "gran reportero" (uno de los títulos más altos del periodismo francés) hasta 1975. Políticamente comprometido con la izquierda, Lacouture apoyó descolonización, y  Mitterrand desde 1981. Trabajó para el Nouvel Observateur, y L'Histoire. Es entrevistado en la película documental de 1968 sobre la Guerra de Vietnam titulada "En el año del cerdo". Lacouture también fue director de publicaciones en Seuil, una de las principales editoriales francesas, de 1961 a 1982, y profesor en el IEP de París entre 1969 y 1972.
Es conocido popularmente por sus biografías, como las de Ho Chi Minh, Nasser, Léon Blum, De Gaulle, François Mauriac, Pierre Mendès France, Mitterrand, Montesquieu, Montaigne, Malraux, Germaine Tillion, Champollion, Jacques Rivière, Stendhal y Kennedy.
Gran melómano, Lacouture fue también presidente de la sociedad de fans de Georges Bizet. En 2015 murió en Roussillon, Francia.

## Trabajos más conocidos
- Jésuites ISBN 1-887178-60-0
- De Gaulle
  - De Gaulle, (3 volumes) : 1 — Le Rebelle (1890-1944). ISBN 0-393-30999-1
  - De Gaulle: Le Politique (1944-1959) ISBN 0-393-31000-0
  - De Gaulle: Le Souverain (1959-1970) ISBN 0-393-31000-0
- Robert Capa ISBN 0-679-72336-6
- Ho Chi Minh: A Political Biography. ISBN 0-394-70215-8
- Le Viêt Nam entre deux paix ASIN B0006D759K
- Montaigne à Cavalo ISBN 85-01-04759-7
- Pierre Mendes France ISBN 0-8419-0856-7
- The demigods: Charismatic leadership in the third world ISBN 0-394-42194-9
- Nasser ISBN 0-394-46625-X
- Léon Blum ISBN 0-8419-0776-5
- J.F. Kennedy ISBN 2-09-754229-8
- "l’Égypte en mouvement"